# Alta Valle del Fiume Ofanto
Alta Valle del Fiume Ofanto este o arie protejată (arie specială de conservare — SAC, sit de importanță comunitară — SCI) din Italia întinsă pe o suprafață de 590 ha, integral pe uscat.

## Localizare
Centrul sitului Alta Valle del Fiume Ofanto este situat la coordonatele 40°53′30″N 15°08′25″E / 40.891667°N 15.140278°E.

## Înființare
Situl Alta Valle del Fiume Ofanto a fost declarat sit de importanță comunitară în mai 1995 pentru a proteja 28 de specii de animale. Situl a fost protejat și ca arie specială de conservare în mai 2019.

## Biodiversitate
Situată în ecoregiunea mediteraneană, aria protejată conține 3 habitate naturale: Râuri mediteraneene cu debit permanent și vegetație de Glaucium flavum, Păduri de Castanea sativa, Pseudostepă cu ierburi și specii anuale de Thero-Brachypodietea.
La baza desemnării sitului se află mai multe specii protejate:
- păsări (13): ciocârlie-de-câmp (Alauda arvensis), pescăruș albastru (Alcedo atthis), caprimulg (Caprimulgus europaeus), porumbel gulerat (Columba palumbus), prepeliță (Coturnix coturnix), Falco naumanni, găinușă de baltă (Gallinula chloropus), ciocârlie de pădure (Lullula arborea), ciocârlie de bărăgan (Melanocorypha calandra), gaia roșie (Milvus milvus), cristei de baltă (Rallus aquaticus), turturică (Streptopelia turtur), mierlă (Turdus merula)
- amfibieni (2): Bombina pachypus, Triturus carnifex
- mamifere (7): vidră de râu (Lutra lutra), liliac cu aripi lungi (Miniopterus schreibersii), liliac cu urechi de șoarece (Myotis blythii), liliac cărămiziu (Myotis emarginatus), liliac comun (Myotis myotis), liliacul mare cu potcoavă (Rhinolophus ferrumequinum), liliacul mic cu potcoavă (Rhinolophus hipposideros)
- nevertebrate (2): Austropotamobius pallipes, croitorul mare al stejarului (Cerambyx cerdo)
- pești (3): Alburnus albidus, Barbus tyberinus, Rutilus rubilio
- reptile (1): șarpele cu patru dungi (Elaphe quatuorlineata)

Pe lângă speciile protejate, pe teritoriul sitului au mai fost identificate 2 specii de amfibieni, 1 specie de mamifere, 1 specie de nevertebrate, 5 specii de reptile.